# Havoc
Havoc (br: Garotas sem Rumo) é um filme norte-americano, lançado em 2005.

## Sinopse
Em Los Angeles, duas jovens ricas, Allison (Anne Hathaway) e Emily (Bijou Phillips), estão entediadas com a vida que levam. Elas são influenciadas pelo estilo hip hop das gangues por já terem ido antes na parte leste da cidade (a mais pobre), onde se concentram os pequenos traficantes. Elas voltam à região para conversar com membros da gangue da rua 16, pois querem fazer parte dela. Porém elas não poderiam imaginar quais seriam as conseqüências deste ato.

## Elenco
- Anne Hathaway - Allison Lang
- Bijou Phillips - Emily
- Shiri Appleby - Amanda
- Michael Biehn - Stuart Lang
- Joseph Gordon-Levitt - Sam
- Matt O'Leary - Eric
- Freddy Rodriguez - Hector
- Laura San Giacomo - Joanna Lang
- Mike Vogel - Toby
- Raymond Cruz - Chino
- Alexis Dziena - Sasha
- Channing Tatum - Nick
- Josh Peck - Josh Rubin
- Sam Hennings - Mr. Rubin
- Cecilia Peck - Mrs. Rubin
- JD Pardo - Todd Rosenberg
- Robert Shapiro - ele mesmo
- Sam Bottoms - Lt. Maris
- Laura Breckenridge - Runaway